# مارتا ماجتی
مارتا ماجتی (ایتالیایی: Marta Maggetti؛ زادهٔ ۱۰ ژانویه ۱۹۹۶) قایقران زن قایق بادبانی اهل ایتالیا است.
وی در مسابقات کشوری و بین‌المللی در مجموع برندهٔ ۱ مدال طلا شده است.